# Hontianske Tesáre
Hontianske Tesáre (em húngaro: Teszér; alemão: Dessir) é um município da Eslováquia, situado no distrito de Krupina, na região de Banská Bystrica. Tem 33,11 km² de área e sua população em 2018 foi estimada em 922 habitantes.

## Demografia
| Ano:        | 1994 | 2004   | 2014   | 2024   |
| ----------- | ---- | ------ | ------ | ------ |
| Broj ljudi: | 818  | 899    | 940    | 868    |
| Razlika:    |      | +9,90% | +4,56% | -7,65% |

| Ano:               | 2023 | 2024   |
| ------------------ | ---- | ------ |
| Número de pessoas: | 871  | 868    |
| Diferença:         |      | -0,34% |